# Közérdek
A mindennapi szóhasználatban általában, mint közhasznú-, közcélú-, közérdekű tevékenység szerepel.
A közérdek a társadalom egészének a közös érdeke, mely optimális esetben az egyének vagy a csoportok együttérzésen és esélyegyenlőségen alapuló önkéntes megegyezése a társadalom működési szabályairól, valamint az életfeltételek fenntartásával felmerülő gondok megoldásáról. A közérdek akár egyéneiben, akár a társadalom különböző közösségeiben megfogalmazva, a köz ügyéhez a legközelebb áll, de valami tagolatlan, körvonalazatlan, sok szubjektív elemtől és pillanatnyi behatástól érintett értékelés. A társadalom által hangoztatott közérdek eleve magánérdekképzetek összegeződéseiből születik meg. A hatalom szájában pedig mindig önkényes célkitűzést jelent, mely magában egyaránt lehet áldás, ötlet, erőszak vagy átok.  A hatalom által képviselt közérdek úgyszólván szükségszerűen harcba kerül magánérdekekkel, a hivatal által képviselt közérdek rendszerint egyeztető részletmunkával jut kiegyenlítődésre a magánérdek különböző megjelenéseivel. Mivel a közérdekű tevékenységek támogatása elismerten állami vagy nemzetközi feladat, ezért gyakran megfigyelhető olyan törekvés, hogy eredetileg nem közérdekűnek tartott tevékenységet közérdekűnek ismertessenek el.

## A társadalom működésével kapcsolatos érdekek

### Az alapvető személyi jogok védelmezése és korlátozása
- Egyéni felelősség betartása
- Ez emberi méltóságot tiszteletben tartása és védelmezése
- Az állami hatóságok jóhiszemű magatartása az ügyfeleivel és védelem önkényeskedésükkel szemben
- Az élethez való jog és a személyes szabadság joga
- A gyermekek és a fiatalok védelme
- A személy segítségnyújtáshoz való joga
- Az esélyegyenlőséghez való jog
- A magánélethez való jog
- Szabad nyelvhasználat
- A szabadság jogok kibővítése (megtartása) és politikai jogok biztosítása
  - Vallási és lelkiismereti szabadságjog
  - A véleménynyilvánítás és a tájékoztatás szabadsága
  - A kutatás és az oktatás szabadsága
  - A művészi kifejezés szabadsága
  - Lakóhely megválasztásának a szabadsága
  - A gazdasági szabadság
- A tulajdonjog szavatolása
- Egyenlő és méltányos bánásmód a bírósági és közigazgatási eljárásokban
- A törvény előtti egyenlőség
- A bíróságokhoz való hozzáférés biztosítása
- A bírósági eljáráshoz való jog
- Büntethetőség szabadságvesztéssel

### A polgárok részvételi jogai
- Állampolgárság
- Az állampolgárság megszerzésének a joga
- Külföldön való tartózkodás joga
- Választójog
- Népszavazás és népi kezdeményezés joga
- Panaszjog biztosítása
- Polgári engedetlenséghez való jog
- Információhoz való jog közügyekben és közpénzügyekben
- Kiutasítás elleni védelem és védelem a kiadatástól és a deportálástól

### A közösségi jogok védelmezése és korlátozása
- A családalapítás joga
- A társadalmi közösségek szabad anyanyelvhasználata
- A közös felelősség betartása
- Nemzeti közösségek jogai
- A gyülekezési jog
- Az egyesülés szabadsága
- Társadalmi szervezetek, érdekszövetségek, szakmai szövetségek létrehozásának szabadsága
- A gyengébb társadalmi közösségek segítése (szubszidiaritás)
- Sajtó és média szabadsága
- A gazdaság szabályozása és felügyelete
- A közbiztonság működtetése
- Törvényes büntetőeljárás biztosítása
- Élelmiszerbiztonság szavatolása
- Hátrányt csökkentő intézkedések alkalmazása
- A közösségek önrendelkezési vagy önigazgatás joga
- A különböző szintű önkormányzatok közjogi feladatai
- A  demokrácia működtetésének joga
- A jogállamiság  és az igazságszolgáltatás alapelveinek biztosítása, fejlesztése
- A közellátás közösségi feladatainak a biztosítása
- Az emberi kultúra támogatása, vagyis megőrzése, fejlesztése és közkinccsé tétele 
  - Közoktatás támogatása
  - Tudományos kutatás támogatása
  - Művészeti alkotótevékenység támogatása
  - Közszolgálati tájékoztatás támogatása
  - Ingyenes anyanyelvi alapfokú oktatás biztosítása az észszerűség keretei között
- A béke fenntartása a társadalomban a háborúk, polgárháborúk, zavargások megelőzése.
  - Az állam biztonsága
  - Hadsereg
- Közérdek az általános életfeltételek fenntartása bolygónkon, tehát a teljes éghajlattal, a bioszféra állapotával, globális problémákkal kapcsolatos kérdések megoldása, kezelése.
  - Környezet- és természetvédelem
  - Hosszú távon a természeti erőforrások megőrzés
- Megvesztegetés elleni intézkedések fejlesztése
- Az alapvető jogok védelmezése
- Az alapvető jogok korlátozása az észszerűség keretei között

### A szociális célok megvalósítása
- Hozzáférés a szociális biztonsághoz
- Hozzáférés a szükséges egészségügyi ellátáshoz közegészségügy
- A családok támogatása és védelme
- Munkavállalással tisztességes megélhetését kell biztosítani
- Méltányos lakhatási feltételek biztosítása a családoknak
- A gyermekek és fiatalok, valamint a munkaképes korú lakosság képességeiknek megfelelő az oktatásban és képzésben részesülhet
- A gyermekeket és a fiatalokat arra kell ösztönzik, hogy magukat fejlesszék, hogy önállóvá váljanak és a társadalmilag felelős személyekké, és támogatni a társadalmi, kulturális, és politikai integrációjukat.
- Cél védeni a gazdasági következményektől az öregeket, rokkantakat, betegeket, balesetet elszenvedőket, munkanélkülieket, anyaságot vállalókat árvákat és özvegyeket.
- Cél a szolidaritás a közteherviselésben és a közjavakból való részesülésben
- Cél az általános életminőség és életszínvonal javítása
- Törekedni e társadalmi célok pénzügyi forrásinak a bebiztosítására.

## Gyakorlatban
A XIX. században kialakuló modern társadalomtudományok kulcsfogalma, amellyel a teológia és az erkölcsfilozófia fennhatósága alól megszabadította a társadalom folyamatait és cselekedeteit. Az érdek szó példátlan pályafutást futott be az elmúlt százötven évben. Sikerének oka, hogy „az érdekelmélet összeforrasztotta a politikai gondolkodást a politikai harccal” (Geertz 1994b: 30), és kézenfekvő magyarázatot kínált minden társadalmi-politikai jelenségre.
A közérdek, vagy egyszerűen csak az érdek, egy kettéosztott valóság – emitt a lét, amott a tudat – magyarázó és megállapító fogalma. Ellenpárja az ideológia, amely ugyan képes az érdeket kifejezni, befolyásolni, vagy éppen eltakarni, de mindenképpen másodlagos jelentőségű valóságot jelöl. Minden az érdekről szól a politikai gyakorlatban és tudományban, hiszen csak ennek ismeretében lehet irányítani az embereket és a társadalmat. Sok bírálat éri egyoldalúsága és közönségessége miatt, azonban hadállásai szilárdak. Érvényességét az a következetes gyakorlat tartja fenn, hogy a valódi érdek mindig elfogulatlan és cáfolhatatlan.

## Külső hivatkozások
- Bibó István: Válogatott tanulmányok